# 곽백수
곽백수(郭百洙, 1972년 ~ )는 대한민국의 만화가이다. 군 복무 시절 만화가가 되기로 결심하고 대학교 3학년 때부터 만화를 그리다 1998년 영점프에 투멘코미디로 데뷔했다.

## 작품
- 투멘코미디(영점프, 1997년)
- 트라우마(스포츠서울, 2003년 ~ 2008년)
- 가우스전자(네이버, 2011년 ~ 2019년)